# Callerinnys straminea
Callerinnys straminea är en fjärilsart som beskrevs av W. Warren 1893. Callerinnys straminea ingår i släktet Callerinnys och familjen mätare. Inga underarter finns listade i Catalogue of Life.